# 亨寧·波希
亨寧·波希（Henning Borch，1938年—），是來自丹麥的前世界級羽球運動員，從1960年代初期到1970年代初期贏得了多項重要比賽。 
1964年，亨寧·波希曾在在著名的全英羽球錦標賽進入男子單打決賽，僅輸給同胞克努茲·奧格·尼爾森。他最令人印象深刻的成就是從1967年到1969年與厄蘭·科普斯一起連續三次獲得全英男子雙打冠軍。他在1960年至1973年間連續五次代表丹麥參加湯姆斯盃（男子國際團體賽）。